# Bridgman-Stockbarger-Methode

Prinzipaufbau für die Kristallisation nach Bridgman und Stockbarger

Die Bridgman-Stockbarger-Methode (nach dem Physiker Percy Williams Bridgman und Donald C. Stockbarger) ist ein Verfahren zum Ziehen großer Einkristalle, beispielsweise Silizium oder Gallium-Arsenid.

## Beschreibung
Für das Verfahren wird ein horizontal geteilter Ofen verwendet. Die Temperaturverteilung ist im oberen Bereich oberhalb der Schmelztemperatur der Komponenten und im unteren Bereich unterhalb. Durch ein Absenken verbunden mit einer Drehbewegung der in einem Tiegel befindlichen Schmelze kristallisiert die Schmelze im Übergang zum unteren Bereich des Ofens aus.
Die Besonderheit an diesem Verfahren ist der Aufbau des Tiegels: Am unteren Ende des Tiegels, in dem die Schmelze zuerst erstarrt, befindet sich eine Verengung. Die Schmelze unterhalb dieser Verengung erstarrt polykristallin, durch die Verengung wächst jedoch ein Einkristall weiter in die noch verbliebene Schmelze, welcher dann als Keim dient. Die restliche Schmelze erstarrt im Übergangsbereich des Ofens an diesem Keim und nimmt dessen Orientierung vollständig an.